# Torremocha del Campo
Torremocha del Campo község Spanyolországban, Guadalajara tartományban. Torremocha del Campo Alcolea del Pinar, Abánades, Algora, Saúca, Torrecuadradilla, Canredondo, Cifuentes, El Sotillo és Sigüenza községekkel határos. Lakosainak száma 184 fő (2024).

## Népesség
A település népessége az utóbbi években az alábbiak szerint változott:
| Lakosok száma | 295  | 261  | 264  | 231  | 244  | 219  | 200  | 166  | 174  | 184  |
|               | 2001 | 2004 | 2006 | 2009 | 2011 | 2014 | 2016 | 2019 | 2021 | 2024 |